# Chodník Márie Széchy

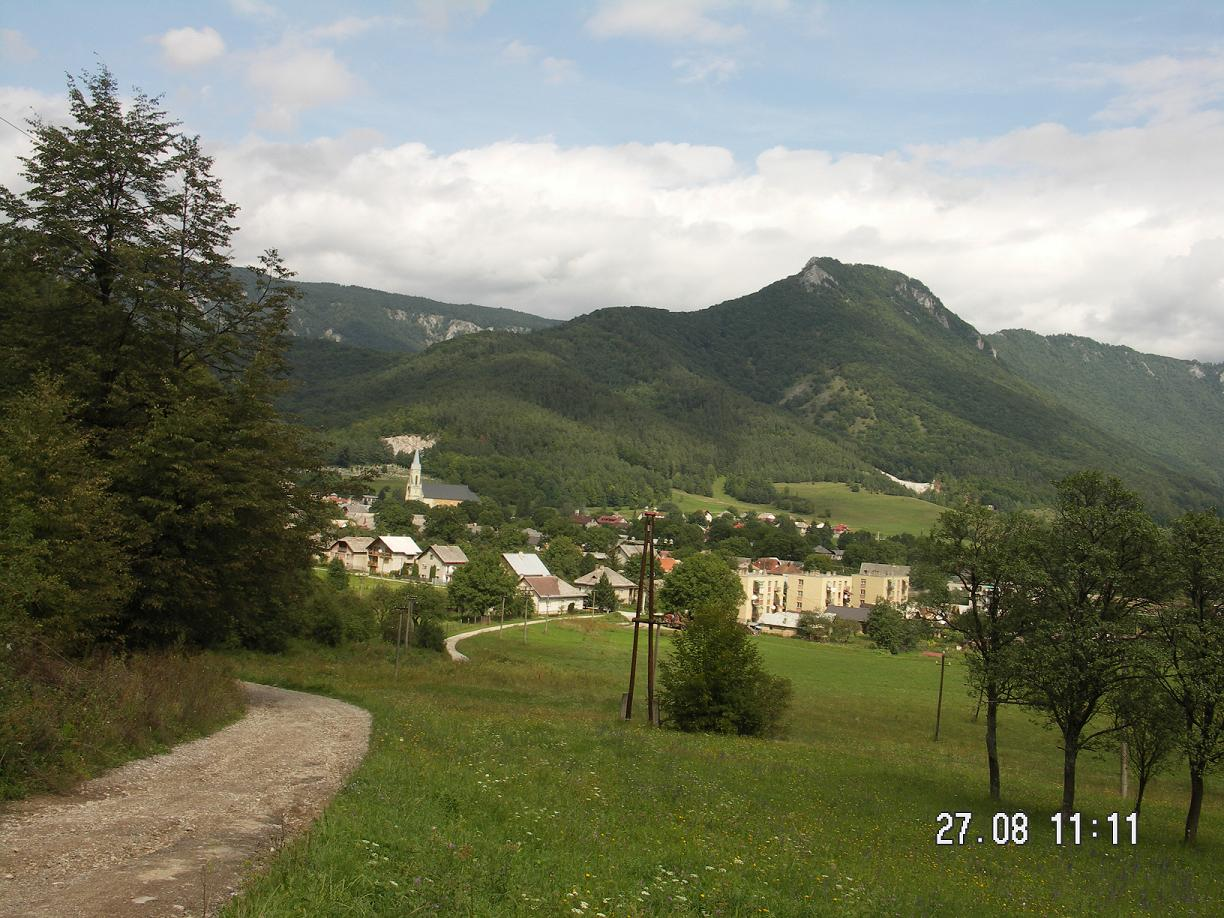
Z vrcholu Cigánky vede magistrála do Muráně.

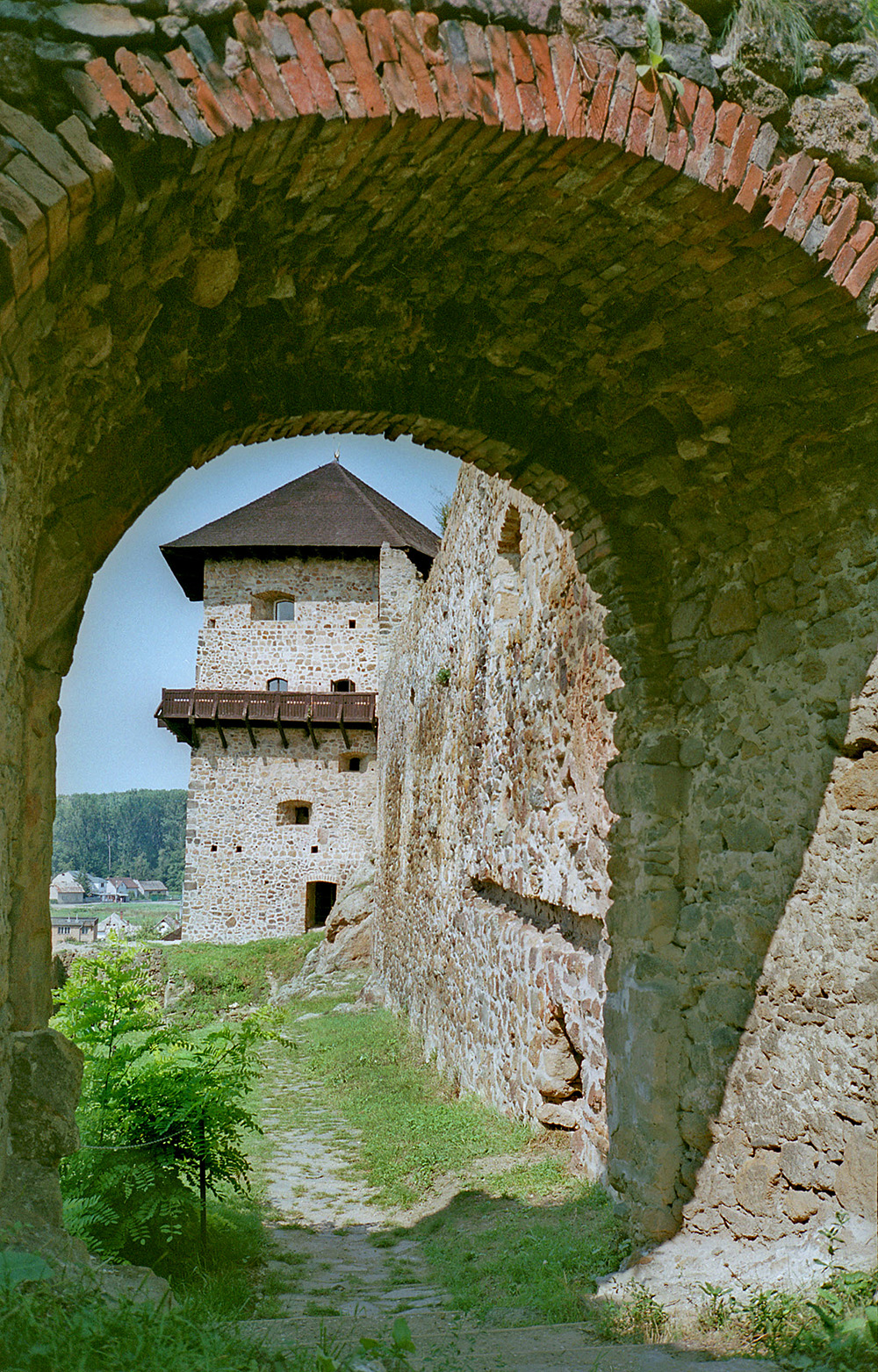
Chodník končí na Fiľakovském hradě.

Chodník Marie Széchy nebo i chodník Marie Séčiovej je turistická magistrála na Slovensku, vedoucí pohořími Muránska planina a Cerová vrchovina. Magistrála je značená červeným turistickým značením, je pojmenována po Marii Séčiovej ( maďarsky Széchy manželce Františka Vešeléniho, a spojuje Muránský a Fiľakovský hrad. Celková délka trasy je 83,1 km a odhadovaný čas na její zdolání je 22:10 hodin. 

## Průběh trasy
Magistrála začíná na Muránském hradě, odkud z vrchu Cigánka (935 m n. m.) klesá ke Chatě pod Muránským hradem, kde se prudce stáčí jihozápadním směrem k obci Muráň. Přes Muránskou Lehotu (388 m n. m.) a Tri chotáre (963 m n. m.) stoupá na Tŕstie (1121 m n. m.) a osadami Polom, Horné Zahorany a Nižná Pokoradz směřuje do Rimavské Soboty (210 m n. m.). Z města chodník vede podél Kurineckej priehrady do osady Dúžava a vrch Cerové vrchoviny na Veľký Bučeň (514 m n. m.), odkud klesá k městu Fiľakovo (200 m n. m.) a hradu, se kterým je spjat život Marie Séčiovej.